# Katalonien-Rundfahrt 2007
Die 87. Katalonien-Rundfahrt war ein Rad-Etappenrennen, das vom 21. bis 27. Mai 2007 stattfand. Das Rennen wurde über sieben Etappen mit einer Gesamtlänge von 884,4 Kilometern ausgetragen und zählte zur UCI ProTour 2007.
Neben den 20 UCI ProTeams erhielten die spanischen Teams Relax-GAM, Karpin Galicia, Andalucía-Cajasur, Fuerteventura-Canarias und das US-amerikanische Team Slipstream eine Wildcard.

## Etappen
| Etappe    | Tag     | Start – Ziel                     | km         | Etappensieger    | Gesamtwertung   |
| --------- | ------- | -------------------------------- | ---------- | ---------------- | --------------- |
| 1. Etappe | 21. Mai | Salou – Salou                    | 15,7 (MZF) | Caisse d’Epargne | Wladimir Karpez |
| 2. Etappe | 22. Mai | Salou – Perafort                 | 170        | Mark Cavendish   | Imanol Erviti   |
| 3. Etappe | 23. Mai | Perafort – Tàrrega               | 182,1      | Allan Davis      | Imanol Erviti   |
| 4. Etappe | 24. Mai | Tàrrega – Vallnord-Arinsal (AND) | 203,1      | Óscar Sevilla    | Óscar Sevilla   |
| 5. Etappe | 25. Mai | Sornas – Vallnord-Arcalís (AND)  | 17,1 (BZF) | Denis Menschow   | Wladimir Karpez |
| 6. Etappe | 26. Mai | Llívia – Lloret de Mar           | 177,1      | Mark Cavendish   | Wladimir Karpez |
| 7. Etappe | 27. Mai | Lloret de Mar – Barcelona        | 119,3      | Samuel Sánchez   | Wladimir Karpez |